# James Gallagher (Fußballspieler)
James Aloysius „Jimmy“ Gallagher (* 8. Juni 1909 in Newark, New Jersey; † 16. April 1992 in Neptune Township, New Jersey) war ein US-amerikanischer Fußballspieler.

## Vereinskarriere
Gallagher, nicht zu verwechseln mit dem gleichnamigen WM-Teilnehmer James J. Gallagher, war auf Vereinsebene für Ryerson Juniors aktiv.

## Nationalmannschaft
Er gehörte auch der Fußballnationalmannschaft der Vereinigten Staaten an und nahm mit ihr an den olympischen Sommerspielen 1928 teil. Dort kam er zu einem Einsatz im Spiel gegen die argentinische Auswahl und erzielte eines der beiden Tore der amerikanischen Mannschaft bei der 2:11-Niederlage. Sein erstes von insgesamt zwei Länderspielen hatte er bereits 1924 gegen Polen absolviert.